# آلیسون دودی
آلیسون دودی (انگلیسی: Alison Doody؛ زادهٔ ۱۱ نوامبر ۱۹۶۶) بازیگر و مدل اهل ایرلند است. از فیلم‌هایی که وی در آن نقش داشته‌است، می‌توان به ایندیانا جونز و آخرین جنگ صلیبی، تافین و قصه‌گو اشاره کرد.

## فیلم‌شناسی
| سال  | عنوان                           | نقش                 | منبع  |
| ---- | ------------------------------- | ------------------- | ----- |
| ۲۰۲۲ | آرآرآر                          | لیدی کاترین باکستون | [ ۲ ] |
| ۲۰۱۹ | میوز                            | گریس                | [ ۳ ] |
| ۲۰۱۹ | قوش اوج‌گیرنده                   | رادا                | [ ۴ ] |
| ۲۰۱۷ | بخش ۱۹                          | نیلسن               | [ ۵ ] |
| ۲۰۱۶ | برادر                           | گریس                | [ ۶ ] |
| ۲۰۱۴ | ما هنوز به روش قدیمی می‌کشیم     | سوزان تیلور         | [ ۷ ] |
| ۲۰۱۱ | بیلی و چاک                      | مادر                |       |
| ۲۰۱۰ | جذبه                            | پروفسور آلیسون هیز  |       |
| ۲۰۰۵ | مبارزه بنیامین                  | کاترینا استوکهاوزن  |       |
| ۲۰۰۴ | معادن سلیمان شاه                | الیزابت میتلند      |       |
| ۲۰۰۳ | بازیگران                        | آلیسون دودی         |       |
| ۱۹۹۴ | وسوسه                           | لی ردیک             |       |
| ۱۹۹۴ | لیگ برتر ۲                      | ربکا فلانری         |       |
| ۱۹۹۲ | سه تفنگدار                      | آن ماری آتوس        |       |
| ۱۹۹۱ | دوئل قلب‌ها                      | بانو کارولین فی     |       |
| ۱۹۸۹ | ایندیانا جونز و آخرین جنگ صلیبی | السا اشنایدر        | [ ۸ ] |
| ۱۹۸۸ | تافین                           | شارلوت              |       |
| ۱۹۸۷ | نیایش برای مرگ                  | سیوبهان دونوان      |       |
| ۱۹۸۷ | باغ اسرارآمیز                   | لیلیاس              |       |
| ۱۹۸۵ | نمایی به یک قتل                 | جنی فلکس            | [ ۹ ] |